# (11142) Facchini
Pour les articles homonymes, voir Facchini.
(11142) Facchini est un astéroïde de la ceinture principale.

## Description
(11142) Facchini est un astéroïde de la ceinture principale. Il fut découvert le 7 janvier 1997 à Colleverde par Vincenzo Silvano Casulli. Il présente une orbite caractérisée par un demi-grand axe de 2,99 UA, une excentricité de 0,06 et une inclinaison de 10,7° par rapport à l'écliptique.

## Compléments